# Dolomitenlauf
Der Dolomitenlauf ist ein Volksskilanglaufrennen, das einmal pro Jahr in Obertilliach bei Lienz in Osttirol ausgetragen wird. Das Rennen findet im Januar statt und gehört im deutschsprachigen Raum neben dem Engadin-Skimarathon in der Schweiz zu den bekanntesten Volkslanglaufrennen. Er zählt zur Worldloppet-Serie, die die großen Volkslanglaufrennen der Welt umfasst.
Der Dolomitenlauf wird seit dem Jahr 1970 ausgetragen und besteht inzwischen aus drei Wettbewerben. Es finden heute Läufe in freier Technik über 42 und 20–25 km und in klassischer Technik über 42 und 20–21 km statt. Das Freistilrennen wurde 2010 – als Anpassung an den chronischen Schneemangel – auf 42 km (anstelle der traditionellen 60 km) verkürzt und ging bis zu dessen Einstellung 2020 in die Wertung des FIS-Marathon-Cups ein. Weiterhin wird seit 1980 am Freitagabend ein „Dolomitensprint“ am Lienzer Hauptplatz veranstaltet. Daneben finden auch noch kleinere Wettbewerbe statt, die ohne internationale Bedeutung sind.
Ab 2023 werden im „Dolomitenlauf Easyrace“ Anfänger und konditionell schwächere Langläufer als „Sieger über sich selbst“ gekrönt. Hierfür wurde eine Streckenführung in den flachen Passagen der Grenzlandloipe angelegt. Alle Teilnehmer am Easyrace werden im Ziel mit einer Dolomitenlauf-Medaille sowie einem Diplom belohnt. 
Nach der Erstauflage mit 48 Sportlern im Jahr 1970 hat sich die Anzahl der Teilnehmer mit den Jahren stetig erhöht. 1982 erreichte der beliebte Volkslanglauf die bisher höchste Teilnehmerzahl mit 3.302 Startern. Im 21. Jahrhundert pendelt diese Zahl zwischen 2000 und 2500. So gaben die Organisatoren für das Jahr 2001 beispielsweise rund 2000 Läufer an. Seit der COVID-19-Pandemie ist die Teilnehmerzahl gesunken: so waren 2023 nur noch 1144 Sportler angemeldet und 1035 im Jahr 2024.

## Siegerlisten

### Hauptlauf, freie Technik
| Jahr | km                                      | Sieger                                  | Nationalität                            | Zeit (h)                                | Siegerin                                | Nationalität                            | Zeit (h)                                |                                         |
| ---- | --------------------------------------- | --------------------------------------- | --------------------------------------- | --------------------------------------- | --------------------------------------- | --------------------------------------- | --------------------------------------- | --------------------------------------- |
| 2025 | 42                                      | Christian Winker                        | Deutschland                             | 1:42:37                                 | Julia Kuen                              | Italien                                 | 1:51:30                                 |                                         |
| 2024 | 42                                      | Giovanni Ticco                          | Italien                                 | 1:43:02                                 | Petra Hynčicová                         | Tschechien                              | 1:59:34                                 |                                         |
| 2023 | 42                                      | Simon Perruche                          | Frankreich                              | 1:48:57                                 | Émilie Bulle                            | Frankreich                              | 2:01:04                                 |                                         |
| 2022 | wegen der COVID-19-Pandemie ausgefallen | wegen der COVID-19-Pandemie ausgefallen | wegen der COVID-19-Pandemie ausgefallen | wegen der COVID-19-Pandemie ausgefallen | wegen der COVID-19-Pandemie ausgefallen | wegen der COVID-19-Pandemie ausgefallen | wegen der COVID-19-Pandemie ausgefallen | wegen der COVID-19-Pandemie ausgefallen |
| 2021 | wegen der COVID-19-Pandemie ausgefallen | wegen der COVID-19-Pandemie ausgefallen | wegen der COVID-19-Pandemie ausgefallen | wegen der COVID-19-Pandemie ausgefallen | wegen der COVID-19-Pandemie ausgefallen | wegen der COVID-19-Pandemie ausgefallen | wegen der COVID-19-Pandemie ausgefallen | wegen der COVID-19-Pandemie ausgefallen |
| 2020 | 42                                      | Raul Shakirzyanov                       | Russland                                | 1:45:19                                 | Anna Seebacher                          | Österreich                              | 2:00:42                                 |                                         |
| 2019 | 42                                      | Toni Livers -2-                         | Schweiz                                 | 1:43:34                                 | Maria Gräfnings                         | Schweden                                | 1:58:07                                 |                                         |
| 2018 | 42                                      | Adrien Mougel                           | Frankreich                              | 1:55:05                                 | Aurélie Dabudyk -3-                     | Frankreich                              | 2:06:01                                 |                                         |
| 2017 | 42                                      | Ivan Perrillat Boiteux                  | Frankreich                              | 1:39:02                                 | Aurélie Dabudyk -2-                     | Frankreich                              | 1:49:57                                 |                                         |
| 2016 | 42                                      | Bastien Poirrier                        | Frankreich                              | 1:32:42                                 | Aurélie Dabudyk                         | Frankreich                              | 1:41:32                                 |                                         |
| 2015 | 42                                      | Toni Livers                             | Schweiz                                 | 1:32:97                                 | Holly Brooks                            | Vereinigte Staaten                      | 1:43:55                                 |                                         |
| 2014 | 42                                      | Petr Novák                              | Tschechien                              | 1:48:17                                 | Riitta-Liisa Roponen                    | Finnland                                | 2:03:30                                 |                                         |
| 2013 | 42                                      | Sergio Bonaldi                          | Italien                                 | 1:50:56                                 | Olga Mikhailova                         | Russland                                | 2:02:37                                 |                                         |
| 2012 | 42                                      | Fabio Santus -3-                        | Italien                                 | 1:43:10                                 | Valentina Shevchenko                    | Ukraine                                 | 1:50:27                                 |                                         |
| 2011 | 42                                      | Fabio Santus -2-                        | Italien                                 | 1:34:21                                 | Seraina Mischol                         | Schweiz                                 | 1:46:08                                 |                                         |
| 2010 | 42                                      | Fabio Santus                            | Italien                                 | 1:43:17                                 | Jenny Hansson                           | Schweden                                | 1:56:15                                 |                                         |
| 2009 | 60                                      | Teemu Kattilakoski                      | Finnland                                | 2:19:47                                 | Susanna Nevala                          | Finnland                                | 2:45:44                                 |                                         |
| 2008 | 42                                      | Tullio Grandelis                        | Italien                                 | 1:38:30                                 | Tatiana Jambaeva                        | Russland                                | 1:50:42                                 |                                         |
| 2007 | wegen Schneemangels abgesagt            | wegen Schneemangels abgesagt            | wegen Schneemangels abgesagt            | wegen Schneemangels abgesagt            | wegen Schneemangels abgesagt            | wegen Schneemangels abgesagt            | wegen Schneemangels abgesagt            | wegen Schneemangels abgesagt            |
| 2006 | 60                                      | Silvio Fauner                           | Italien                                 | 2:32:45                                 | Irina Terentjeva                        | Litauen                                 | 2:49:12                                 |                                         |
| 2005 | 60                                      | Christian Hoffmann                      | Österreich                              | 2:10:01                                 | Kateřina Smutná                         | Tschechien                              | 2:26:21                                 |                                         |
| 2004 | 50                                      | Markus Hasler                           | Liechtenstein                           | 2:04:13                                 | Andrea Höller                           | Österreich                              | 2:22:16                                 |                                         |

### Hauptlauf, klassische Technik
| Jahr | km                                        | Sieger                                    | Nationalität                              | Zeit (h)                                  | Siegerin                                  | Nationalität                              | Zeit (h)                                  |
| ---- | ----------------------------------------- | ----------------------------------------- | ----------------------------------------- | ----------------------------------------- | ----------------------------------------- | ----------------------------------------- | ----------------------------------------- |
| 2025 | 42                                        | Lorenzo Busin -2-                         | Italien                                   | 1:48:00                                   | Oona Kettunen                             | Finnland                                  | 2:03:25                                   |
| 2024 | 42                                        | Francesco Ferrari -2-                     | Italien                                   | 1:48:58                                   | Heli Heiskanen                            | Finnland                                  | 2:04:43                                   |
| 2023 | 42                                        | Mauro Brigadoi                            | Italien                                   | 2:03:45                                   | Malin Börjesjö                            | Schweden                                  | 2:21:54                                   |
| 2022 | wg. der COVID-19-Pandemie ausgefallen     | wg. der COVID-19-Pandemie ausgefallen     | wg. der COVID-19-Pandemie ausgefallen     | wg. der COVID-19-Pandemie ausgefallen     | wg. der COVID-19-Pandemie ausgefallen     | wg. der COVID-19-Pandemie ausgefallen     | wg. der COVID-19-Pandemie ausgefallen     |
| 2021 | wg. der COVID-19-Pandemie ausgefallen     | wg. der COVID-19-Pandemie ausgefallen     | wg. der COVID-19-Pandemie ausgefallen     | wg. der COVID-19-Pandemie ausgefallen     | wg. der COVID-19-Pandemie ausgefallen     | wg. der COVID-19-Pandemie ausgefallen     | wg. der COVID-19-Pandemie ausgefallen     |
| 2020 | 42                                        | Vinjar Skogsholm                          | Norwegen                                  | 1:35:59                                   | Melina Schöttes                           | Deutschland                               | 1:46:58                                   |
| 2019 | 42                                        | Lorenzo Busin                             | Italien                                   | 2:08:30                                   | Annika Sjöström                           | Finnland                                  | 2:57:14                                   |
| 2018 | 42                                        | Francesco Ferrari                         | Italien                                   | 1:52:03                                   | Reeda Tuula                               | Estland                                   | 2:29:26                                   |
| 2017 | 42                                        | Damien Tarantola                          | Frankreich                                | 1:48:58                                   | Magdalena Maierhofer                      | Österreich                                | 2:22:38                                   |
| 2016 | 42                                        | Stanislav Řezáč -6-                       | Tschechien                                | 1:42:19                                   | Valentina Shevchenko                      | Ukraine                                   | 1:59:16                                   |
| 2015 | 42                                        | Eric Thomas                               | Deutschland                               | 2:09:06                                   | Andrea Reithmayr                          | Österreich                                | 2:31:32                                   |
| 2014 | 42                                        | Jerry Ahrlin -2-                          | Schweden                                  | 1:56:48                                   | Marit Vala                                | Norwegen                                  | 2:43:03                                   |
| 2013 | 42                                        | Stanislav Řezáč -5-                       | Tschechien                                | 2:00:02                                   | Ingjer Ofstad                             | Norwegen                                  | 2:11:19                                   |
| 2012 | 42                                        | Jerry Ahrlin                              | Schweden                                  | 1:55:39                                   | Kristine Rønningen                        | Norwegen                                  | 2:31:25                                   |
| 2011 | 42                                        | Stanislav Řezáč -4-                       | Tschechien                                | 1:47:41                                   | Satu Sikanen                              | Finnland                                  | 2:07:49                                   |
| 2010 | 42                                        | Stanislav Řezáč -3-                       | Tschechien                                | 1:59:21                                   | Martina Štursová                          | Tschechien                                | 2:33:12                                   |
| 2009 | 42                                        | Stanislav Řezáč -2-                       | Tschechien                                | 1:59:03                                   | Grete Fløttum                             | Norwegen                                  | 2:48:47                                   |
| 2008 | 42                                        | Stanislav Řezáč                           | Tschechien                                | 1:54:28                                   | Suvi Karjaluoto                           | Finnland                                  | 2:24:54                                   |
| 2007 | wegen Schneemangels abgesagt              | wegen Schneemangels abgesagt              | wegen Schneemangels abgesagt              | wegen Schneemangels abgesagt              | wegen Schneemangels abgesagt              | wegen Schneemangels abgesagt              | wegen Schneemangels abgesagt              |
| 2006 | 42                                        | Johan Sandberg                            | Schweden                                  | 1:56:02                                   | Lada Nesterenko                           | Ukraine                                   | 2:16:32                                   |
| 2005 | Wettkampf in klassischer Technik abgesagt | Wettkampf in klassischer Technik abgesagt | Wettkampf in klassischer Technik abgesagt | Wettkampf in klassischer Technik abgesagt | Wettkampf in klassischer Technik abgesagt | Wettkampf in klassischer Technik abgesagt | Wettkampf in klassischer Technik abgesagt |
| 2004 | 30                                        | Alberto Pertile                           | Italien                                   | 1:15:11                                   | Viviana Druidi                            | Italien                                   | 1:28:19                                   |